# 內陸太攀蛇

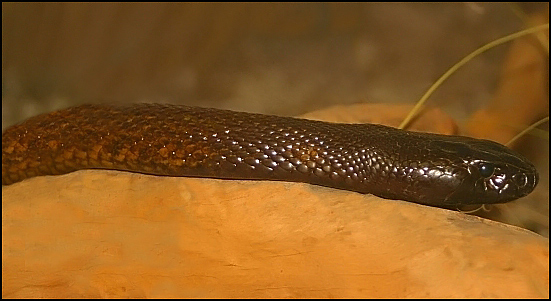

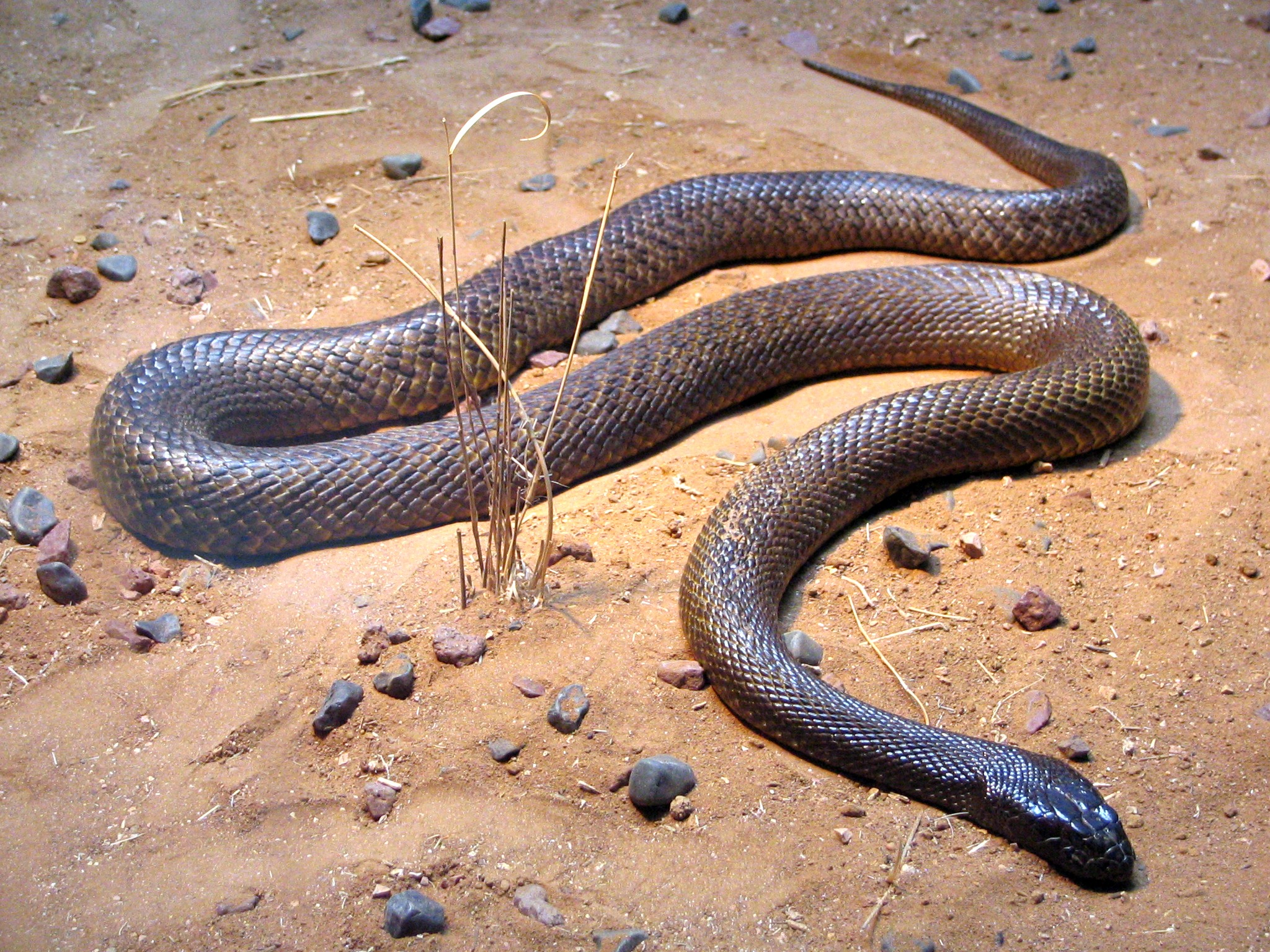

內陸太攀蛇（學名：Oxyuranns microlepidotus），又名細鱗太攀蛇、西陸太攀蛇、內陸盾尖吻蛇，屬眼镜蛇科太攀蛇属，是澳大利亞中東部半乾旱地區的特有蛇種。居住在這些地區的土著澳大利亞人稱其為“Dandarabilla”。內陸太攀蛇率先於1879年由弗雷德里克·麥科伊（Frederick McCoy）發現並描述，之後又於1882年由威廉·約翰·麥克萊（William John Macleay）發現並描述，但在接下來的90年中，由於找不到更多的標本，內陸太攀蛇對科學界來說是一個神秘的物種，對於該物種的認知直到1972年其被重新發現之前基本停滯。
內陸太攀蛇是世界毒性最強的陸棲蛇類。基於小鼠的半數致死量值，它的毒液毒性是迄今為止所有毒蛇中最強的，甚至比海蛇還要強。人體心臟細胞培養測試表明，內陸太攀蛇具有爬行動物中毒性最大的毒液。與大多數蛇類不同，內陸太攀蛇的毒液特別適合殺死恆溫動物，所以也是專業的哺乳動物獵手。據估計，內陸太攀蛇一次咬傷便具有足夠致死100名成年人的殺傷力，並且根據咬傷的性質，如果不進行治療，其有可能在30至45分鐘內殺死人類。
內陸太攀蛇是一種速度極快且敏捷的蛇，能夠以極高的準確度立即攻擊任何物種，經常會在同一次攻擊幅度中發出多次攻擊，並且幾乎每次攻擊都能向被攻擊物種植入毒液。
雖然內陸太攀蛇極具毒性且善於攻擊。但與更加激進的海岸太攀蛇相比，內陸太攀蛇通常非常害羞，喜於隱居，性格平靜且更偏向擺脫威脅。
然而如果被激怒、處理不當或在逃跑時被干擾，會進行自衛並攻擊。 此外由於內陸太攀蛇生活在偏遠的地方，很少跟人接觸，因此根據其性格與年致人死亡數方面，內陸太攀蛇並不被認為是世界上最致命的蛇。